# Río Betwa
El río Betwa (o Vetravati) es un río localizado en el norte de India, un tributario por la derecha del río Yamuna, a su vez afluente del río Ganges. El Betwa nace en la cordillera de Vindhya, justo al norte de Hoshangabad, en el estado de Madhya Pradesh. Fluye hacia el noreste a través de Madhya Pradesh y corriendo a través de Orchha a Uttar Pradesh. Casi la mitad de su curso, que no es navegable, discurre por la meseta Malwa antes de que irrumpa en las tierras altas. La confluencia con el Yamuna se lleva a cabo en la ciudad de Hamirpur, en Uttar Pradesh, en las proximidades de Orchha.
De conformidad con un acuerdo entre los estados de Uttar Pradesh y Madhya Pradesh en 1973, el Betwa River Board (BRB) fue constituido en 1976 bajo la Betwa River Board Act («ley de la Junta del río Betwa»). El ministro de la India de Recursos Hídricos es el presidente de la Junta y el ministro de la India de Energía, los primeros ministros y ministros a cargo de Finanzas, Riego y Energía de Uttar Pradesh y Madhya Pradesh, son sus miembros.

## Historia
En sánscrito, Betwa es Vetravati", que significa "que contiene cañas". Este río se menciona en la epopeya Mahabharata junto con el río Charmanwati. Ambos son afluentes del río Yamuna. Vetravati también era conocido como Shuktimati. La capital del reino Chedi estaba en las orillas de este río.

## Futuro
El río Betwa se conectó con el río Ken como parte de un proyecto en Madhya Pradesh. Otro proyecto digno de mención en el río Betwa es la construcción de la presa Matatila, un compromiso entre los estados de Madhya Pradesh y Uttar Pradesh. La región es importante para las aves acuáticas migratorias.

## Presas en el río Betwa
- Presa Rajghat (1975-2006)
- Presa Matatila
- Presa Parichha